# Mateo Retegui
Mateo Retegui (San Fernando, 29 april 1999) is een in Argentinië geboren Italiaans voetballer die doorgaans als spits speelt. Hij verruilde Genoa in de zomer van 2024 voor Atalanta Bergamo. Retegui debuteerde in 2023 als international in het Italiaans voetbalelftal.

## Clubcarrière

### Boca Juniors
Retegui is geboren en opgegroeid in Argentinië. Zijn opa van zijn moeders kant emigreerde vanuit Canicattì, Sicilië naar Argentinië. Hij is de zoon van hockeyspeler Carlos Retegui, die Argentinië op de Olympische Spelen representeerde, als speler én als coach. Zijn zus Micaela is ook Olympisch hockeyster. Zelf ging hij voetballen en zat hij in de jeugd van River Plate, voordat hij in 2016 naar Boca Juniors ging. In december 2017 zat hij twee keer bij de selectie van het eerste elftal van Boca Juniors, maar hij kwam niet tot zijn debuut. Op 17 november 2018 maakte hij als invaller zijn debuut. Het zou later zijn enige wedstrijd blijken voor Boca Juniors.
In januari 2019 werd hij door Boca Juniors verhuurd aan Club Estudiantes de La Plata, waar hij vijf goals maakte in 29 wedstrijden. In de zomer van 2020 werd hij opnieuw verhuurd, ditmaal aan Club Atlético Talleres. Hier speelde hij anderhalf jaar, waarin hij 61 wedstrijden speelde voor Tallares en goed was voor zeven goals en vier assists.

### Tigre
In februari 2022 werd hij voor de derde keer verhuurd, ditmaal aan Tigre. Hier ging hij aan het scoren slaan. Hij scoorde 23 doelpunten in zijn eerste seizoen in alle competities. Ook zijn tweede seizoen begon hij sterk. Hij scoorde elf goals in een half seizoen. Vervolgens werd hij in juli 2023 voor een bedrag van 8 miljoen euro definitief overgenomen van Boca Juniors. Een dag later werd hij echter voor 12 miljoen euro verkocht aan Genoa.

### Genoa
In de zomer van 2023 nam het net naar de Serie A gepromoveerde Genoa Retegui voor zo'n 15 miljoen euro over van Tigre. Hij wilde graag in Italië gaan voetballen om in aanmerking te blijven komen voor het nationale elftal. Hij maakte op 11 augustus zijn debuut in de Coppa Italia tegen Modena en was meteen goed voor twee goals en een assist. Een week later maakte hij zijn Serie A-debuut tegen Fiorentina en weer een week later scoorde hij tegen Lazio de enige goal van de wedstrijd en daarmee zijn eerste competitiedoelpunt voor Genoa. Hij scoorde uiteindelijk negen keer in 31 wedstrijden voor Genoa.

### Atalanta
In augustus 2024 maakte hij voor 20 miljoen euro de overstap naar Atalanta Bergamo, dat het jaar ervoor de Europa League had gewonnen. In de UEFA Super Cup tegen Real Madrid op 14 augustus maakte Retegui zijn debuut voor Atalanta. Tijdens zijn competitiedebuut tegen Lecce vijf dagen later, scoorde hij direct zijn eerste twee doelpunten voor Atalanta. Op 19 september maakte Retegui tegen Arsenal zijn debuut in de Champions League. Op 5 oktober scoorde Retegui tegen zijn oude club Genoa een hattrick. Op 26 november scoorde hij tegen Young Boys zijn eerste twee doelpunten in de Champions League.
Op 8 februari 2025 scoorde Retegui tegen Hellas Verona vier doelpunten in een 5-0 overwinning, waardoor hij zijn voorsprong op Moise Kean op de topscorerslijst van de Serie A aanzienlijk vergrootte.

## Clubstatistieken
| Seizoen        | Club             | Competitie       | Competitie | Competitie | Beker | Beker | Internationaal | Internationaal | Totaal | Totaal |
| Seizoen        | Club             | Competitie       | Wed.       | Dlp.       | Wed.  | Dlp.  | Wed.           | Dlp.           | Wed.   | Dlp.   |
| -------------- | ---------------- | ---------------- | ---------- | ---------- | ----- | ----- | -------------- | -------------- | ------ | ------ |
| 2017           | Boca Juniors     | Primera División | 0          | 0          | 0     | 0     | 0              | 0              | 0      | 0      |
| 2018           | Boca Juniors     | Primera División | 1          | 0          | 0     | 0     | 0              | 0              | 0      | 0      |
| 2018           | → Estudiantes    | Primera División | 3          | 0          | 7     | 1     | 0              | 0              | 10     | 1      |
| 2019           | → Estudiantes    | Primera División | 18         | 4          | 1     | 0     | 0              | 0              | 19     | 4      |
| 2020           | → CA Talleres    | Primera División | 0          | 0          | 17    | 1     | 0              | 0              | 17     | 1      |
| 2021           | → CA Talleres    | Primera División | 24         | 4          | 14    | 2     | 6              | 0              | 44     | 6      |
| 2022           | → CA Tigre       | Primera División | 27         | 19         | 15    | 4     | 0              | 0              | 42     | 23     |
| 2023           | → CA Tigre       | Primera División | 21         | 11         | 1     | 0     | 6              | 1              | 28     | 12     |
| 2023/24        | Genoa            | Serie A          | 29         | 7          | 2     | 2     | 0              | 0              | 31     | 9      |
| 2024/25        | Atalanta Bergamo | Serie A          | 30         | 23         | 2     | 0     | 11             | 3              | 43     | 26     |
| Carrièretotaal | Carrièretotaal   | Carrièretotaal   | 123        | 45         | 57    | 10    | 12             | 1              | 192    | 56     |

## Interlandcarrière
Retegui kwam uit voor de nationale onder 19 en onder 20 elftallen van Argentinië. In februari 2023 werd Retegui door bondscoach Roberto Mancini opgenomen in de voorselectie van Italië. Op 17 maart 2023 werd hij definitief overgenomen in de selectie van Italië. Zes dagen maakte hij zijn debuut in de EK-kwalificatiewedstrijd tegen Engeland, waarin hij meteen zijn eerste doelpunt maakte, maar wel met 2-1 verloor. Twee dagen later scoorde hij opnieuw, ditmaal in een 2-0 overwinning op Malta. Hij werd daarmee de eerste speler die voor Italië in zijn eerste twee wedstrijden scoorde sinds Pierino Prati in 1968. Op 21 maart 2024 tegen Venezuela werd hij de eerste Genoa-speler die voor Italië twee goals in één wedstrijd scoorde sinds Virgilio Levratto tijdens de Olympische Zomerspelen 1928 in Amsterdam, bijna honderd jaar daarvoor. Retegui werd op 6 juni 2024 door bondscoach Luciano Spalletti opgenomen in de Italiaanse selectie voor het EK 2024 in Duitsland. Italië eindigde als tweede in een groep met Albanië, Spanje en Kroatië, waarna het in de achtste finales werd uitgeschakeld met een 2–0 nederlaag tegen Zwitserland. Retegui kwam op het toernooi in iedere wedstrijd in actie.

## Erelijst

### Persoonlijk
- Topscorer van de Primera División in 2022

2 Tolói  ·
3 Kossounou ·
4 Hien ·
5 Posch ·
6 Sulemana ·
7 Cuadrado ·
8 Pašalić ·
9 Scamacca ·
11 Lookman ·
13 Éderson ·
15 De Roon ·
16 Bellanova ·
17 De Ketelaere ·
19 Djimsiti ·
22 Ruggeri ·
23 Kolašinac ·
24 Samardžić ·
27 Palestra ·
28 Patrício ·
29 Carnesecchi ·
31 Rossi ·
32 Retegui ·
42 Scalvini ·
44 Brescianini ·
70 Maldini ·
77 Zappacosta ·
93 Soppy ·
Coach: Gasperini
1 Donnarumma  ·
2 Di Lorenzo ·
3 Dimarco ·
4 Buongiorno ·
5 Calafiori ·
6 Gatti ·
7 Frattesi ·
8 Jorginho ·
9 Scamacca ·
10 Pellegrini ·
11 Raspadori ·
12 Vicario ·
13 Darmian ·
14 Chiesa ·
15 Bellanova ·
16 Cristante ·
17 Mancini ·
18 Barella ·
19 Retegui ·
20 Zaccagani ·
21 Fagioli ·
22 El Shaarawy ·
23 Bastoni ·
24 Cambiaso ·
25 Folorunsho ·
26 Meret ·
Coach: Spalletti